# Liste du patrimoine mondial en Roumanie
Cet article recense les sites inscrits au patrimoine mondial en Roumanie.

## Statistiques
La Roumanie accepte la Convention pour la protection du patrimoine mondial, culturel et naturel le 16 mai 1990. Le premier site protégé est inscrit en 1991.
En 2024, la Roumanie compte 11 sites inscrits au patrimoine mondial, 9 culturels et 2 naturels.
Le pays a également soumis 13 sites à la liste indicative, 10 culturels et 3 naturels.

## Listes

### Patrimoine mondial
Les biens roumains suivants sont inscrits au patrimoine mondial en 2024 :
| Id.  | Bien                                                                 | Județ | Année | Superficie (ha) | Critères et notes | Coordonnées | Illus. |
| ---- | -------------------------------------------------------------------- | --- | ----- | --------------- | --- | --- | ------ |
| 902  | Centre historique de Sighișoara                                      | Mureș | 1999  | 33              | Culturel, (iii), (v) | 46° 13′ 05″ nord, 24° 47′ 31″ est |        |
| 588  | Delta du Danube                                                      | Tulcea | 1991  | 312 440         | Naturel, (vii), (x) | 45° 04′ 59″ nord, 29° 30′ 00″ est |        |
| 598  | Églises de Moldavie                                                  | Suceava | 1993  | 18,49           | Culturel, (i), (iv) Comprend les églises d'Arbore (ro), Humor, Moldovița, Pătrăuți (ro), Probota (ro), Suceava (ro), Voroneț et Sucevița. Cette dernière n'est pas présente lors de l'inscription initiale, mais rajoutée en 2010. | 47° 43′ 59″ nord, 25° 55′ 45″ est 47° 35′ 35″ nord, 25° 51′ 25″ est 47° 39′ 25″ nord, 25° 34′ 16″ est 47° 43′ 46″ nord, 26° 11′ 35″ est 47° 22′ 30″ nord, 26° 37′ 25″ est 47° 38′ 31″ nord, 26° 15′ 46″ est 47° 31′ 02″ nord, 25° 51′ 51″ est 47° 46′ 42″ nord, 25° 42′ 40″ est |        |
| 904  | Ensemble « Églises en bois de Maramureș »                            | Maramureș | 1999  | 8,94            | Culturel, (iv) Comprend les églises de Bârsana (ro), Budești, Desești (ro), Ieud (ro), Plopiș (ro), Poienile Izei (ro), Rogoz (ro) et Surdești (ro). | 47° 49′ 15″ nord, 24° 03′ 21″ est 47° 43′ 26″ nord, 23° 58′ 43″ est 47° 46′ 27″ nord, 23° 51′ 24″ est 47° 40′ 37″ nord, 24° 14′ 18″ est 47° 35′ 30″ nord, 23° 36′ 16″ est 47° 41′ 56″ nord, 24° 06′ 54″ est 47° 28′ 07″ nord, 23° 55′ 37″ est 47° 35′ 48″ nord, 23° 45′ 52″ est |        |
| 1473 | Ensemble monumental de Brâncuși à Târgu Jiu                          | Gorj | 2024  | 26,58           | Culturel, (i), (ii) | 45° 02′ 15″ nord, 23° 17′ 07″ est |        |
| 1133 | Forêts primaires de hêtres des Carpates et d'autres régions d'Europe | | 2017  | 23 982,77       | Naturel, (ix) Site transfrontalier avec l'Albanie, l'Allemagne, l'Autriche, la Belgique, la Bosnie-Herzégovine, la Bulgarie, la Croatie, l'Espagne, la France, l'Italie, la Macédoine du Nord, la Pologne, la Slovaquie, la Slovénie, la Suisse, la Tchéquie et l'Ukraine. 12 sites en Roumanie : - Gorges de la Nera-Beușnița - Forêt séculaire de Șinca - Forêt séculaire de Slătioara (ro) - Cozia - massif Cozia (ro) - Cozia - Lotrișor (en) - Domogled-vallée de la Cerna - Réserve de Domogled (ro) - Coronini - Bedina (ro) - Domogled-vallée de la Cerna - Iauna - Craiova (ro) - Domogled-vallée de la Cerna - Ciucevele Cernei (ro) - Groșii Țibleșului - Izvorul Șurii - Groșii Țibleșului - Preluci - Izvoarele Nerei (ro) - Strâmbu-Băiuț (ro) | 44° 56′ 44″ nord, 21° 51′ 45″ est 45° 40′ 00″ nord, 25° 10′ 14″ est 47° 27′ 09″ nord, 25° 37′ 31″ est 45° 19′ 00″ nord, 24° 20′ 00″ est 45° 17′ 43″ nord, 24° 15′ 33″ est 44° 56′ 44″ nord, 22° 26′ 12″ est 45° 05′ 33″ nord, 22° 35′ 44″ est 45° 12′ 45″ nord, 22° 48′ 28″ est 47° 32′ 59″ nord, 24° 11′ 09″ est 47° 32′ 05″ nord, 24° 13′ 13″ est 45° 07′ 42″ nord, 22° 04′ 22″ est 47° 37′ 33″ nord, 24° 04′ 23″ est |        |
| 906  | Forteresses daces des monts d'Orastie                                | Alba et Hunedoara | 1999  |                 | Culturel, (ii), (iii), (iv) Comprend les sites de Sarmizegetusa, Blidaru (ro), Piatra Roșie (ro), Costești (ro), Căpâlna (ro) et Banița (ro). | 45° 37′ 19″ nord, 23° 18′ 33″ est 45° 40′ 04″ nord, 23° 09′ 46″ est 45° 36′ 08″ nord, 23° 08′ 51″ est 45° 40′ 49″ nord, 23° 09′ 15″ est 45° 49′ 20″ nord, 23° 36′ 13″ est 45° 26′ 53″ nord, 23° 16′ 00″ est |        |
| 1718 | Frontières de l'Empire romain - Dacie                                | Alba, Arad, Argeș, Bistrița-Năsăud, Brașov, Caraș-Severin, Cluj, Covasna, Dolj, Harghita, Hunedoara, Mehedinți, Mureș, Olt, Sălaj, Teleorman, Timiș, Vâlcea | 2024  | 1 491,6         | Culturel, (ii), (iii), (iv) | 47° 10′ 50,84″ nord, 23° 09′ 33,88″ est |        |
| 597  | Monastère de Horezu                                                  | Vâlcea | 1993  | 22,48           | Culturel, (ii) | 45° 10′ 08″ nord, 24° 00′ 25″ est |        |
| 1552 | Paysage minier de Roșia Montană                                      | Alba | 2021  |                 | Culturel, (ii), (iii), (iv) Classé concomitamment sur la liste du patrimoine mondial en péril. | 46° 18′ 22″ nord, 23° 07′ 50″ est |        |
| 596  | Sites villageois avec églises fortifiées de Transylvanie             | Alba, Brașov, Harghita, Mureș et Sibiu | 1993  | 553             | Culturel, (iv) Sept villages : Biertan, Prejmer, Viscri, Dârjiu, Saschiz, Câlnic et Valea Viilor. Le site de Dârjiu n'est pas présent lors de l'inscription initiale, mais rajouté en 1999. | 46° 08′ 23″ nord, 24° 31′ 25″ est 45° 43′ 00″ nord, 25° 46′ 00″ est 46° 03′ 24″ nord, 25° 05′ 49″ est 46° 12′ 00″ nord, 25° 11′ 55″ est 46° 11′ 00″ nord, 24° 58′ 00″ est 45° 53′ 10″ nord, 23° 39′ 11″ est 46° 04′ 59″ nord, 24° 16′ 37″ est |        |

### Liste indicative
Les biens suivants sont proposés sur la liste indicative du pays en 2024. Plusieurs des noms fournis par la Roumanie sont en anglais : les traductions en français sont données ici à titre indicatif.
| Id.  | Bien                                                           | Județ                                                    | Année | Critères et notes | Coordonnées | Illus. |
| ---- | -------------------------------------------------------------- | -------------------------------------------------------- | ----- | --- | --- | ------ |
| 6760 | Anciennes prisons communistes de Roumanie                      | Argeș, Brașov, Buzău, Ilfov, Maramureș                   | 2024  | Culturel, (vi) Prisons de Jilava (fort no 13 (ro)), Râmnicu Sărat (ro), Pitești, Făgăraș et Sighetu Marmaţiei                                                                   | 44° 19′ 59″ nord, 26° 06′ 25″ est 45° 22′ 59″ nord, 27° 03′ 18″ est 44° 51′ 54″ nord, 24° 51′ 50″ est 45° 50′ 42″ nord, 24° 58′ 26″ est 47° 55′ 37″ nord, 23° 53′ 28″ est |        |
| 545  | Églises byzantines et post-byzantines de Curtea                | Argeș                                                    | 1991  | Culturel, (i), (ii), (iv) Comprend les ruines de la cour princière (ro), l'église princière Saint-Nicolas et le monastère de Argeș                                              | 45° 08′ 29″ nord, 24° 40′ 32″ est 45° 08′ 22″ nord, 24° 40′ 48″ est 45° 09′ 25″ nord, 24° 40′ 31″ est                                                                     |        |
| 6763 | Fondations religieuses princières de Valachie et Moldavie      | Argeș, Iași                                              | 2024  | Culturel, (i), (ii) Comprend le monastère de Curtea de Argeș et l'église des Trois-Hiérarques d'Iași. Cette dernière faisait l'objet d'une proposition spécifique depuis 1991.  | 45° 09′ 25″ nord, 24° 40′ 30″ est 47° 09′ 50″ nord, 27° 35′ 06″ est |        |
| 6761 | Grotte de Movile                                               | Constanța                                                | 2024  | Naturel, (viii), (ix), (x) | 43° 49′ 34″ nord, 28° 33′ 40″ est |        |
| 6446 | Frontières de l'Empire romain - les limes du Danube (en)       | Caraș-Severin, Constanța, Galați, Mehedinți, Olt, Tulcea | 2020  | Culturel, (ii), (iii), (iv) Bien transfrontalier, proposé conjointement avec la Bulgarie, la Croatie et la Serbie. La partie roumaine comprend 49 éléments fortifiés distincts. | |        |
| 553  | L'église de Densuș                                             | Hunedoara                                                | 1991  | Culturel, (i), (iv) | 45° 34′ 55″ nord, 22° 48′ 18″ est |        |
| 549  | L'ensemble rupestre de Basarabi (ro)                           | Constanța                                                | 1991  | Culturel | 44° 10′ 26″ nord, 28° 24′ 29″ est |        |
| 1929 | Le centre historique de Sibiu et son ensemble de places        | Sibiu                                                    | 2004  | Culturel, (ii), (iii), (iv), (v) | 45° 47′ 53″ nord, 24° 09′ 50″ est |        |
| 544  | Le monastère de Neamț                                          | Neamț                                                    | 1991  | Culturel, (i), (ii), (iv) | 47° 16′ 12″ nord, 26° 12′ 04″ est |        |
| 555  | Le noyau historique de la ville d'Alba Iulia                   | Alba                                                     | 1991  | Culturel, (iv), (v), (vi) | 46° 04′ 01″ nord, 23° 34′ 12″ est |        |
| 552  | Les « coules (ro) » de Petite Valachie                         |                                                          | 1991  | Culturel, (iv), (v) | |        |
| 5683 | Les vieux villages de Hollókő et Rimetea et leur environnement | Alba                                                     | 2012  | Culturel, (v) Le village hongrois de Hollókő est déjà inscrit au patrimoine mondial depuis 1987.                                                                                | 46° 26′ 17″ nord, 23° 33′ 57″ est |        |
| 557  | Massif du Retezat                                              | Hunedoara                                                | 1991  | Naturel | 45° 22′ nord, 22° 52′ est |        |
| 558  | Pietrosul Rodnei                                               | Bistrița-Năsăud                                          | 1991  | Naturel | 47° 32′ 17″ nord, 24° 41′ 49″ est |        |
| 6764 | Résidences royales de Sinaia                                   | Prahova                                                  | 2024  | Culturel, (ii), (iv), (vi) La proposition concerne les châteaux de Peleș, Pelișor et Foișor                                                                                     | 45° 21′ 36″ nord, 25° 32′ 35″ est |        |
| 559  | Site paléontologique (ro) de Sânpetru                          | Brașov                                                   | 1991  | Naturel | 45° 43′ 01″ nord, 25° 37′ 59″ est |        |